# Hradschiner Platz
Der Hradschiner Platz (tschechisch: Hradčanské náměstí) ist das Zentrum des Prager Stadtteils Hradschin (Hradčany). Im Osten grenzt er direkt an das Hauptportal der Prager Burg und bildet den Hauptzugang zur Burg. Der Platz ist umgeben von prunkvollen Renaissance- und Barockpalästen. Auf der Südseite mündet die Straße Ke Hradu (Zur Burg) auf die Burgrampe (hradní rampa). Die Aussichtsplattform dort bietet dem Besucher einen herrlichen Blick über die ganze Stadt. Über den Hradschiner Platz führt der ehemalige Krönungsweg böhmischer Könige.

## Geschichte
Hradschin wurde im Jahr 1320 als dritte Prager Stadt vom Burggrafen Hynek Berka von Dubá gegründet. Während die anderen Prager Städte (Altstadt und Kleinseite) von Anfang an Königstädte waren, war der Hradschin eine Untertanenstadt des Burggrafen. Sie umfasste zunächst nur das Bergplateau westlich der Burg – das Areal des heutigen Hradschiner Platzes. Das Städtchen bot dem böhmischen König viele Möglichkeiten von Dienstleistungen sowie Unterbringung für sein Personal. Später siedelten sich hier auch reichere Bürger und Angehörige des geistlichen Standes an. Erste Blütezeit erlebte Hradschin unter Kaiser Karl IV., der die Stadt beträchtlich erweiterte und eine Wehrmauer errichtete.
Im Jahr 1541 brach auf der Kleinseite direkt unter der Prager Burg ein verheerendes Feuer aus (Stadtbrand in Prag 1541). Der Brand erfasste auch den Hradschin, zerstörte die meisten Gebäude und richtete beträchtliche Schäden auch auf der Burg an. Nach dem Brand wurde der Hradschiner Platz neu gestaltet. Die bürgerlichen Häuser wurden abgetragen und an ihrer Stelle errichtete der reiche Adel und die Domherren ihre Residenzen. Die einflussreichsten böhmischen Adelsfamilien siedelten sich in der Nähe des Herrschersitzes an. Im Laufe der nächsten Jahrhunderte entstanden zahlreiche neue Paläste und kirchliche Bauten, wodurch sich der Hradschin zum Residenzviertel der Aristokratie, des Klerus und der hohen Beamtenschaft wandelte.
Im Jahr 1547 wurden auf dem Hradschiner Platz Anführer des misslungenen Aufstandes gegen den Habsburger Ferdinand I. hingerichtet.

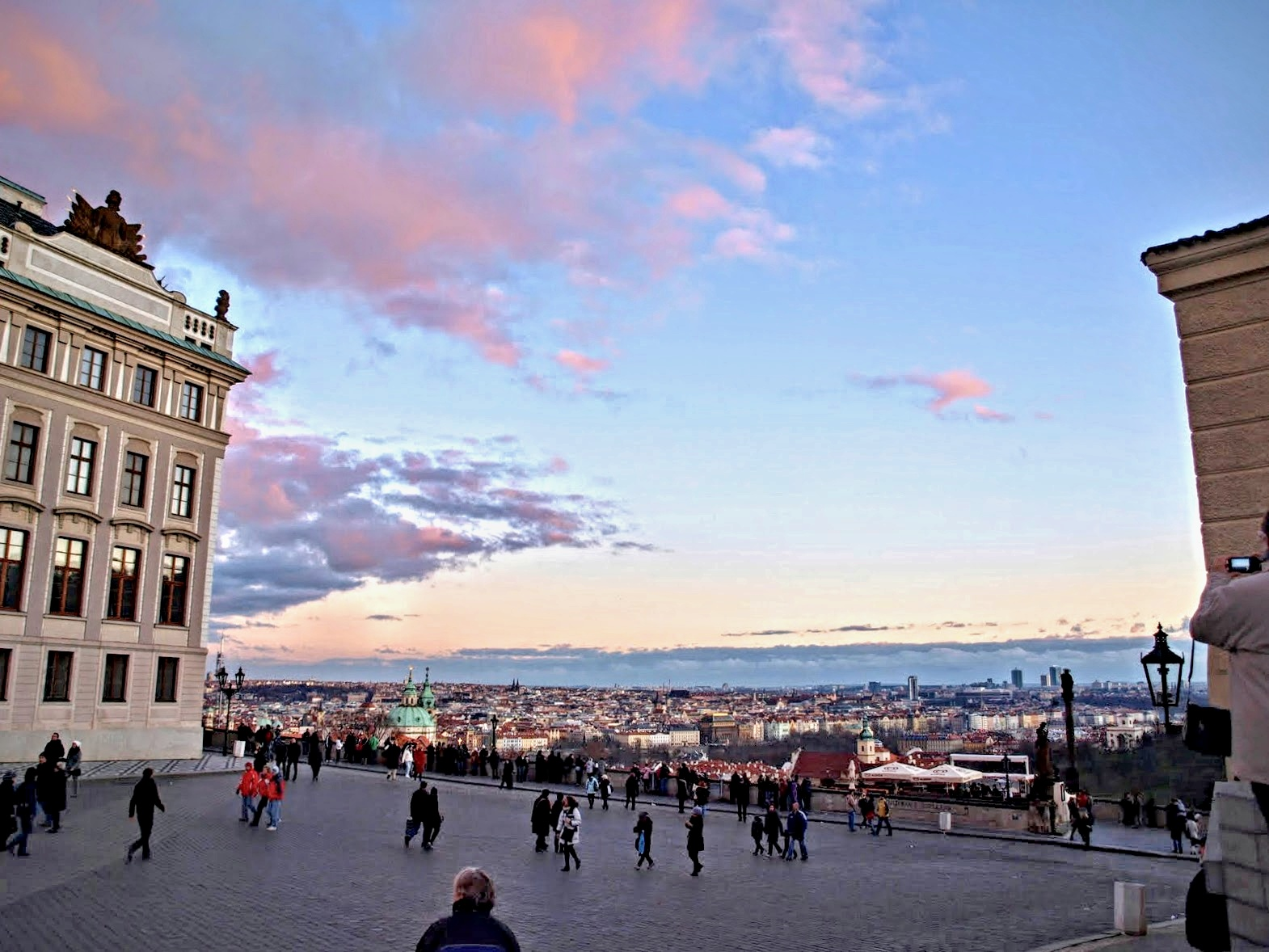
Südseite mit Blick über die Stadt, links die Prager Burg

Erzherzogin Maria Theresia ließ in ihrer Eigenschaft als Königin von Böhmen im 18. Jahrhundert den Burgvorplatz umgestalten. Sie ließ den Graben zwischen der Burg und dem Hradschiner Platz zuschütten, die Häuser vor der Burg abtragen und den Ehrenhof (Erster Burghof) errichten. Der Ehrenhof ist nur durch ein massives Gitter mit einem reich geschmückten Eingangsportal vom Hradschiner Platz getrennt und bildet mit ihm eine architektonische Einheit. Der Hradschin ist heute zusammen mit der Burg in Bezug auf historische Baudenkmäler der besterhaltene Prager Stadtteil.
Über den Hradschiner Platz fahren Staatsgäste zum Sitz des Präsidenten, er ist auch der Hauptzugang für Besucher des Burgareals. Vor dem Eingangsportal des Ehrenhofes findet stündlich eine zeremonielle Wachablösung der Burgwache statt. Im März 2009 hielt der amerikanische Präsident Barack Obama während seines Staatsbesuches eine Rede am Hradschiner Platz.

## Bedeutende Gebäude

### Erzbischöfliches Palais

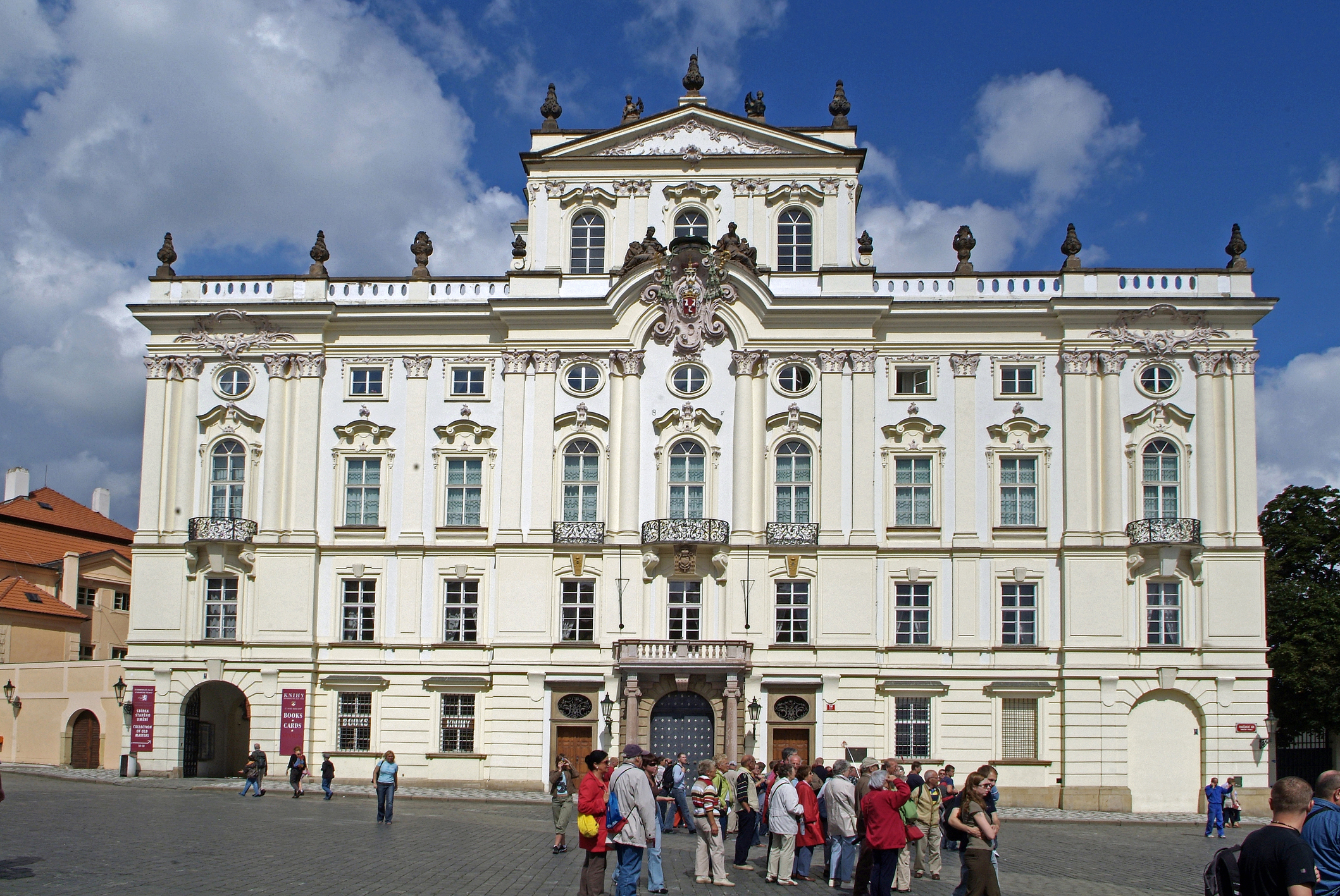
Erzbischöfliches Palais

Das prunkvolle Erzbischöfliche Palais (Arcibiskupský palác), Sitz der Prager Erzbischöfe, dominiert die Nordseite des Hradschiner Platzes. Das Palais gehört zu den bedeutendsten Bauten des Spätbarocks in Prag. Es wurde im 16. Jahrhundert für den ersten nachhussitischen Prager Erzbischof Anton Brus von Müglitz gebaut. Die heutige Rokokofassade mit Plastiken von Ignaz Platzer stammt von einem Umbau im 18. Jahrhundert. Das dreistöckige Gebäude enthält prunkvoll ausgestattete Repräsentationsräume und eine private Kapelle, die Johannes dem Täufer geweiht ist.

### Palais Sternberg

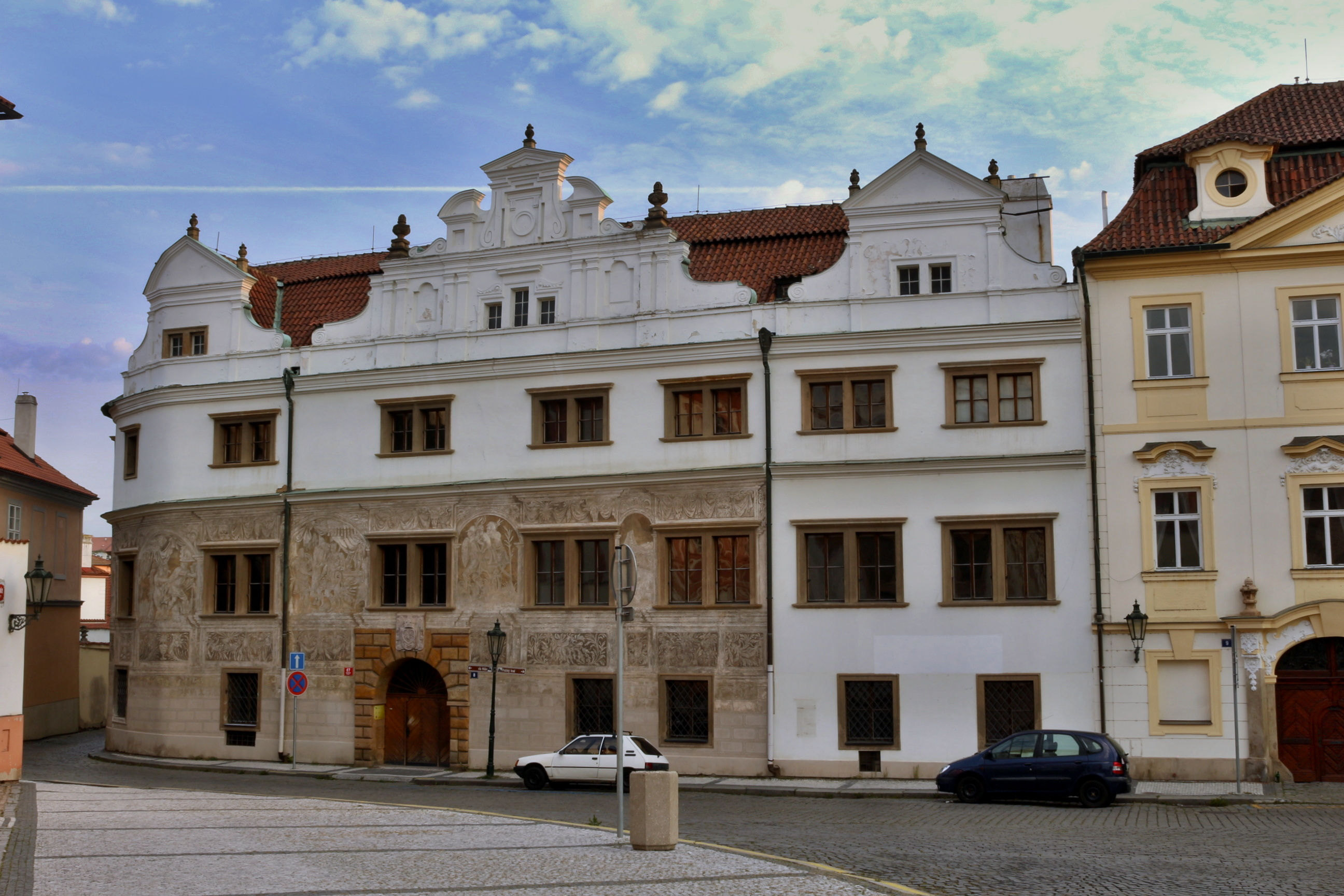
Palais Martinitz

An das Erzbischöfliche Palais schließt sich das hochbarocke Palais Sternberg (Šternberský palác) an, die ehemalige Adelsresidenz der Herren von Sternberg aus dem 17. Jahrhundert. Das Gebäude ist vom Platz zurückgesetzt, vom Erzbischöflichen Palais verdeckt und erstreckt sich nach Norden bis zum Hirschgraben (Jelení příkop). Es ist durch einen schmalen Gang am linken Flügel des Erzbischöflichen Palais zugänglich. Seine vier Gebäudeflügel umschließen einen kleinen Garten. Als wahrscheinlicher Architekt gilt Giovanni Battista Alliprandi und als Baumeister Christoph Dientzenhofer.
Im 19. Jahrhundert wurden hier Sammlungen des Vaterländischen Museums in Böhmen, Vorläufer des heutigen Prager Nationalmuseums aufbewahrt. Im 20. Jahrhundert nutzte es zuerst die Tschechoslowakische Armee, später die Regierungstruppe des Protektorats und nach dem Krieg die Burgwache. 1947 wurde es für die Bedürfnisse der Prager Nationalgalerie umgestaltet. Es beherbergt heute eine umfangreiche Sammlung italienischer, holländischer und deutscher Maler des 14. bis 18. Jahrhunderts, unter anderen Bilder von Albrecht Dürer, Lucas Cranach d. Ä. und Peter Paul Rubens.

### Palais Martinitz

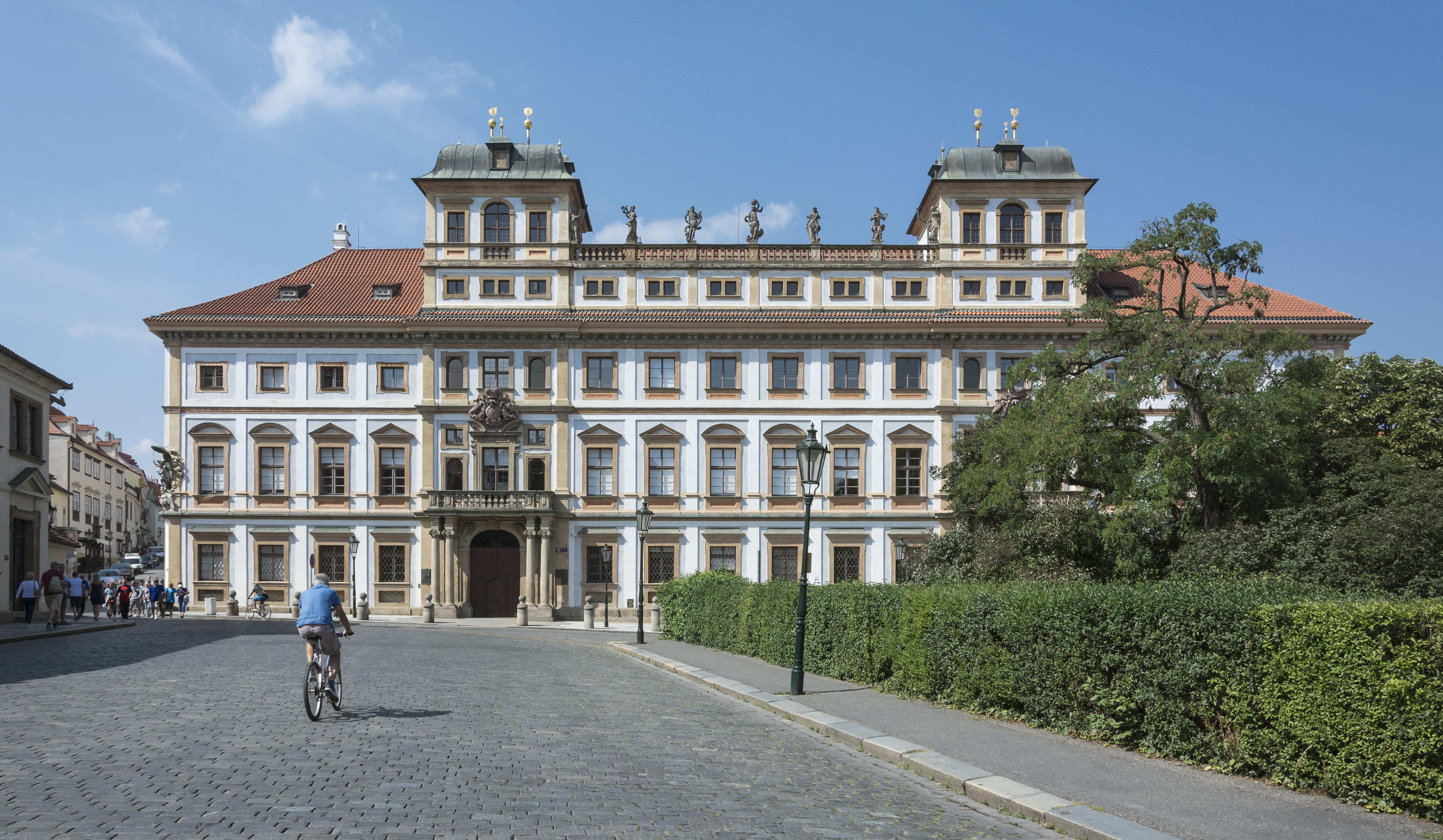
Toskana-Palais

Das Palais Martinitz (Martinický palác) an der nordwestlichen Ecke des Hradschiner Platzes gehört zu Prags schönsten Palästen der Spätrenaissance. Beachtenswert sind die reichen Sgraffito-Verzierungen mit biblischen und mythologischen Motiven an der Gebäudefront und im Innenhof. Das Gebäude aus dem 16. Jahrhundert wurde mehrmals umgebaut. Im 20. Jahrhundert wurde es umfangreich restauriert. Mit Hilfe genauer alter Zeichnungen war es möglich, einige der prunkvollen Innenräume mit wertvollen Wandmalereien im ursprünglichen Renaissancestil wiederherzustellen.
Im 16. Jahrhundert gehörte das Gebäude dem böhmischen Adligen und königlichen Statthalter Jaroslav Borsita von Martinic, einem der Opfer des Zweiten Prager Fenstersturzes. Kurios ist die Raumaufteilung im Inneren – sie gleicht im Maßstab 1:2 der Raumaufteilung im Königspalast der Burg. Das Haus wird für besondere gesellschaftliche Anlässe vermietet, es ist nicht öffentlich zugänglich.

### Palais Toskana
Das Palais Toskana (Toskánský palác) verdankt seinen Namen der toskanischen Herzogin Anna Maria Franziska, die es im Jahr 1718 von den früheren Besitzern, den Fürsten von Thun und Hohenstein, erworben hatte. Das mächtige dreistöckige Gebäude im Stil des Frühbarocks bildet die Westseite des Hradschiner Platzes. Es wurde nach Plänen des französischen Architekten Jean Baptiste Mathey gebaut. Die reich gestaltete breite Gebäudefront hat zwei Säulenportale mit Balkonen, über den Balkontüren weisen Wappen der toskanischen Herzöge auf die ehemaligen Besitzer hin. Die Gebäudeattika ist verziert mit Barockstatuen der Sieben freien Künste von Johann Brokoff.
Das Haus wurde im Jahr 1998 saniert und wird heute vom tschechischen Außenministerium benützt.

### St.-Benedikt-Kirche und Kloster der Karmelitinnen

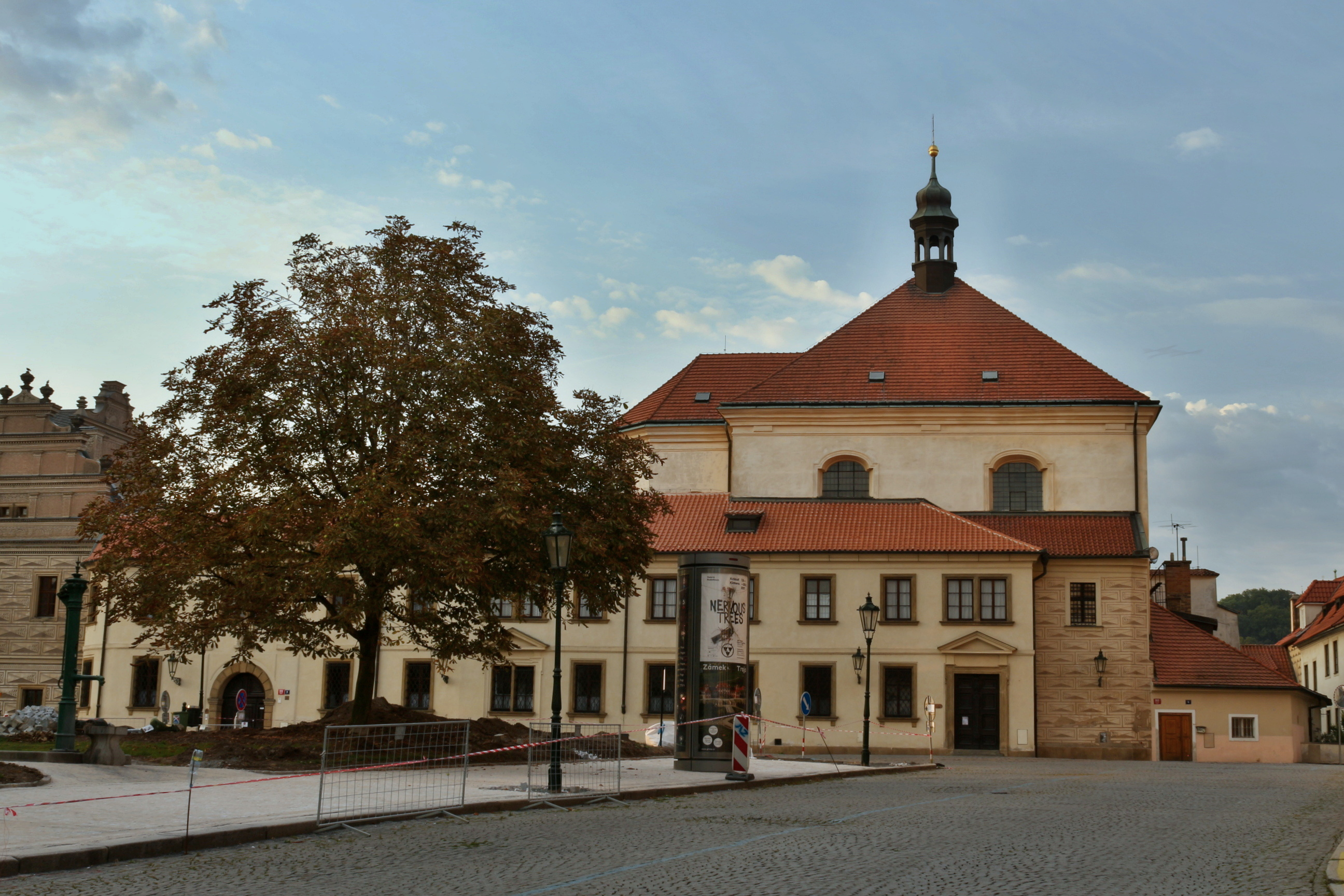
Karmelitinnen-Kloster mit der St.-Benedikt-Kirche

Die St.-Benedikt-Kirche (kostel svatého Benedikta) steht zusammen mit dem Kloster der Karmelitinnen (klášter bosých karmelitek) an der südwestlichen Ecke des Hradschiner Platzes. Die St.-Benedikt-Kirche, zuerst erwähnt im Jahr 1353, war ursprünglich Pfarrkirche der Stadt Hradschin. Ihre heutige barocke Gestalt erhielt sie nach einem Umbau im 17. Jahrhundert. Im Jahr 1626 übernahmen sie die Barnabiten und errichteten daneben ein Kloster, das sie bis Ende des 18. Jahrhunderts nutzten. Im Jahr 1792 hat Kaiser Leopold II. beide Gebäude dem Frauenorden der Karmelitinnen übergeben.
Im Jahr 1950 wurde das Kloster im Zuge der kommunistischen Repressalien gegen katholische Orden geräumt und als Luxushotel für hohe kommunistische Funktionäre umgebaut. Nach einer umfangreichen Sanierung in den Jahren 1985 bis 1992 wurde es wieder dem Orden zurückgegeben. In der St.-Benedikt-Kirche finden regelmäßig Gottesdienste statt.

### Palais Schwarzenberg

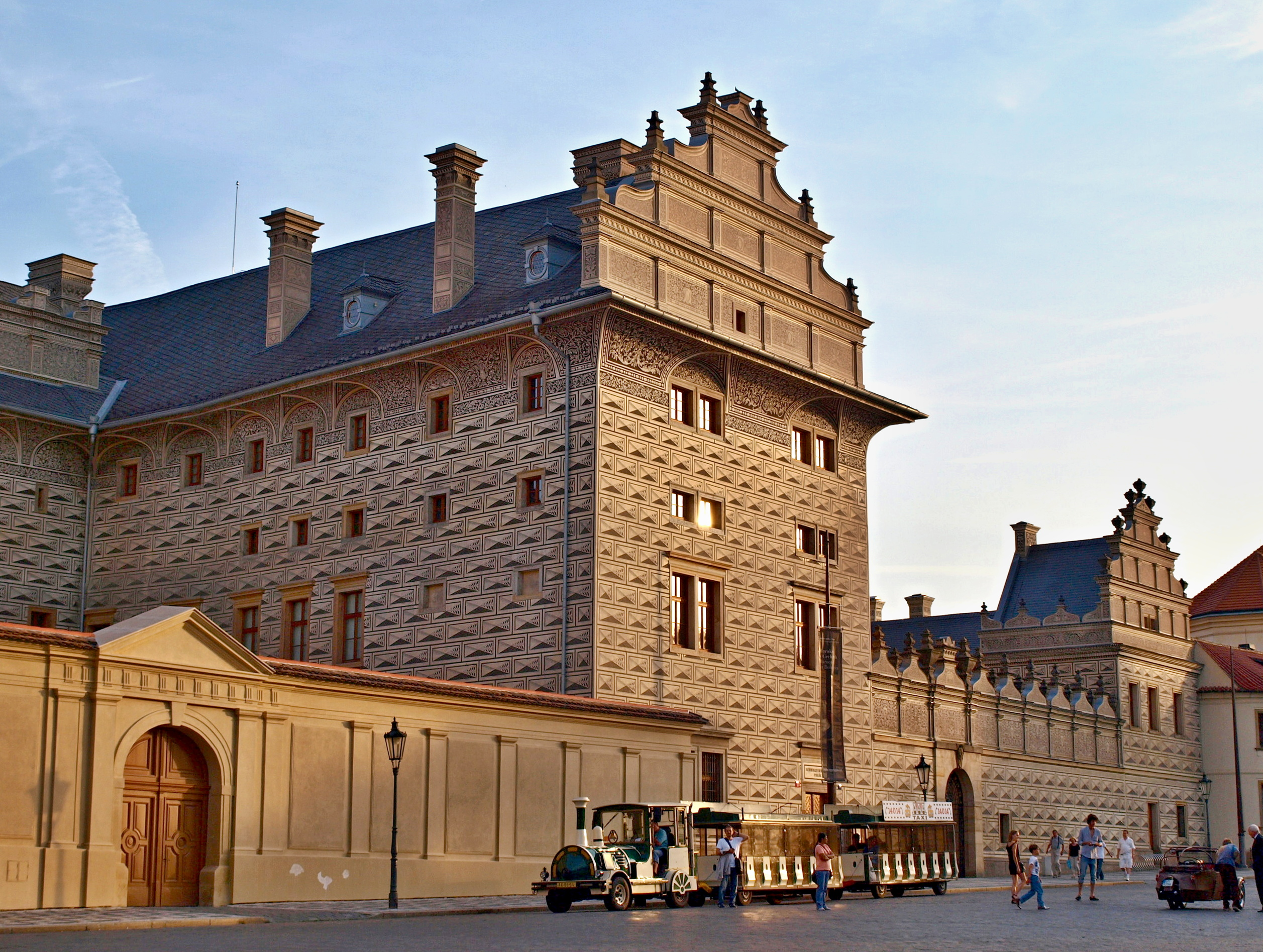
Palais Schwarzenberg

Das Palais Schwarzenberg (Schwarzenberský palác) zählt zu Prags schönsten Renaissancepalästen. Es dominiert zusammen mit dem benachbarten Palais Salm die Südseite des Hradschiner Platzes. Das Palais wurde nach dem großen Stadtbrand von 1541 für die böhmische Adelsfamilie Lobkowitz gebaut. Im Laufe der folgenden Jahrhunderte wechselte es mehrmals den Besitzer. Reiche Adelsfamilien richteten sich hier in der Nähe des Königspalastes einen repräsentativen Sitz. Im 18. Jahrhundert kam das Palais in Besitz des fränkisch-böhmischen Adelsgeschlechts der Schwarzenberger, die einige Jahre später auch das benachbarte Palais Salm erwarben.
Auffallend ist die Sgraffito-Fassade aus dem 17. Jahrhundert, die ein regelmäßiges Natursteinmauerwerk aus sog. Diamantquadern vortäuscht.
Das Palais diente nach der kommunistischen Machtergreifung als militärhistorisches Museum. Nach einer grundlegenden Sanierung gehört es heute der Prager Nationalgalerie und beherbergt die Ausstellung „Die alten Meister“ mit Gemälden und Plastiken aus dem 16. bis 18. Jahrhundert.

### Palais Salm

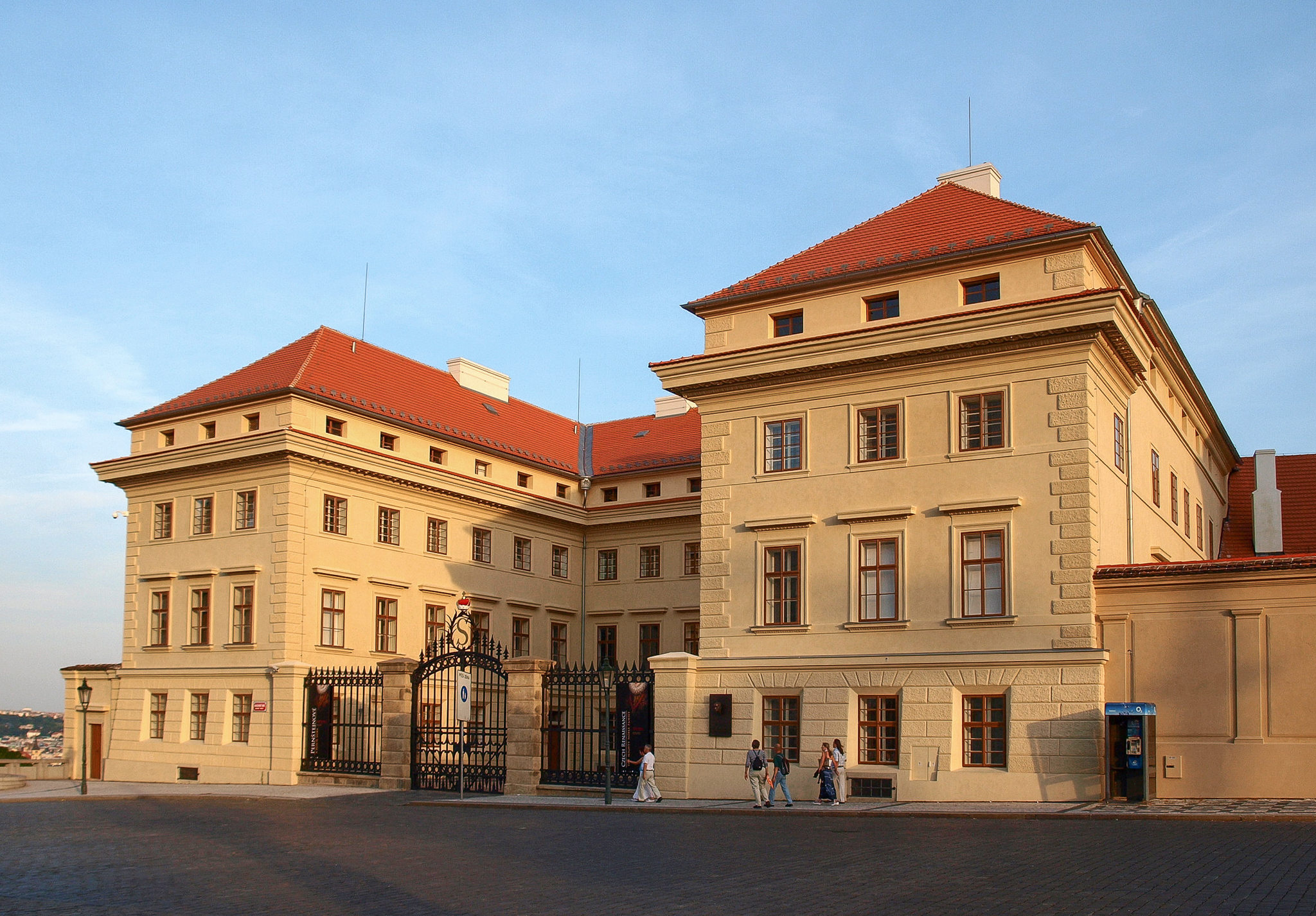
Palais Salm

Das dreiflügelige klassizistische Gebäude des Palais Salm (Salmovský palác) wurde Anfang des 19. Jahrhunderts für den Prager Erzbischof Wilhelm Florentin von Salm-Salm gebaut. Einige Jahre nach der Fertigstellung erwarb es die Familie Schwarzenberg und vereinigte es mit ihrem benachbarten Palais. Das Haus hat nach französischem Vorbild einen kleinen Vorhof (Ehrenhof), der vom Hradschiner Platz durch ein massives Gitter mit einem Gittertor getrennt ist.
Heute gehört es zusammen mit dem Palais Schwarzenberg der Prager Nationalgalerie und beherbergt eine Ausstellung mitteleuropäischer Kunst des 19. Jahrhunderts. Unter anderem sind hier Gemälde von Caspar David Friedrich und Carl Spitzweg zu sehen.

## Skulpturen

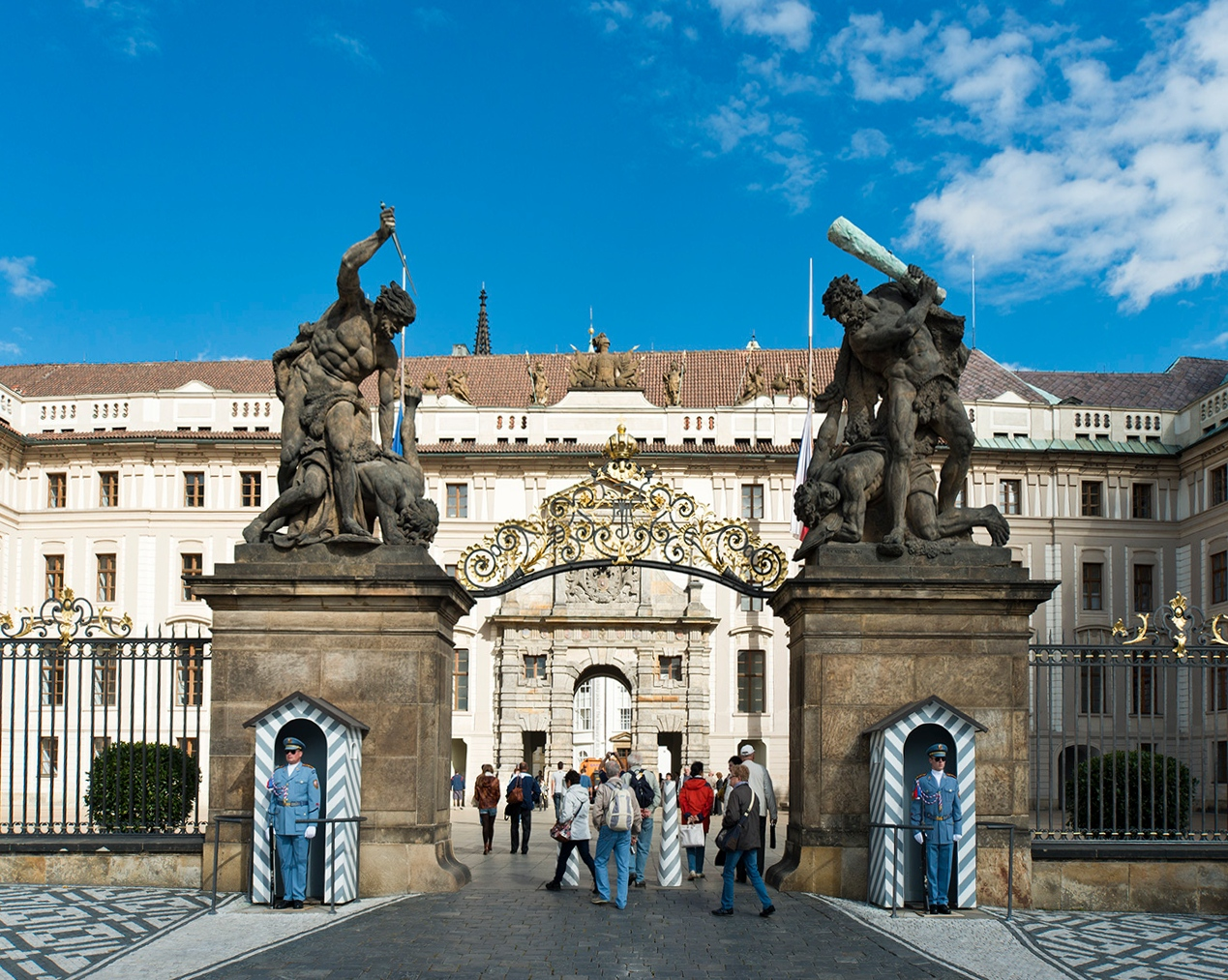
Eingangsportal der Prager Burg mit Statuen der Kämpfenden Titanen

- Im Osten grenzt der Hradschiner Platz an den Ehrenhof (Erster Burghof) der Prager Burg. Auf massiven Säulen des reich verzierten Eingangsportals stehen monumentale Sandsteinstatuen kämpfender Titanen (Giganten). Es sind Nachbildungen, die Anfang des 20. Jahrhunderts anstelle der Originalwerke von Ignaz Platzer aus dem Jahr 1761 aufgestellt wurden. Die Statuen repräsentieren Gladiatoren der römischen Arena in dem Moment, in dem die siegreiche stehende Figur dabei ist, den besiegten Gegner mit einem letzten Schlag zu seinen Füßen zu vernichten.[7] Platzers Vorbild war Lorenzo Mattiellis Skulptur vor der Reichskanzlei in Wien.

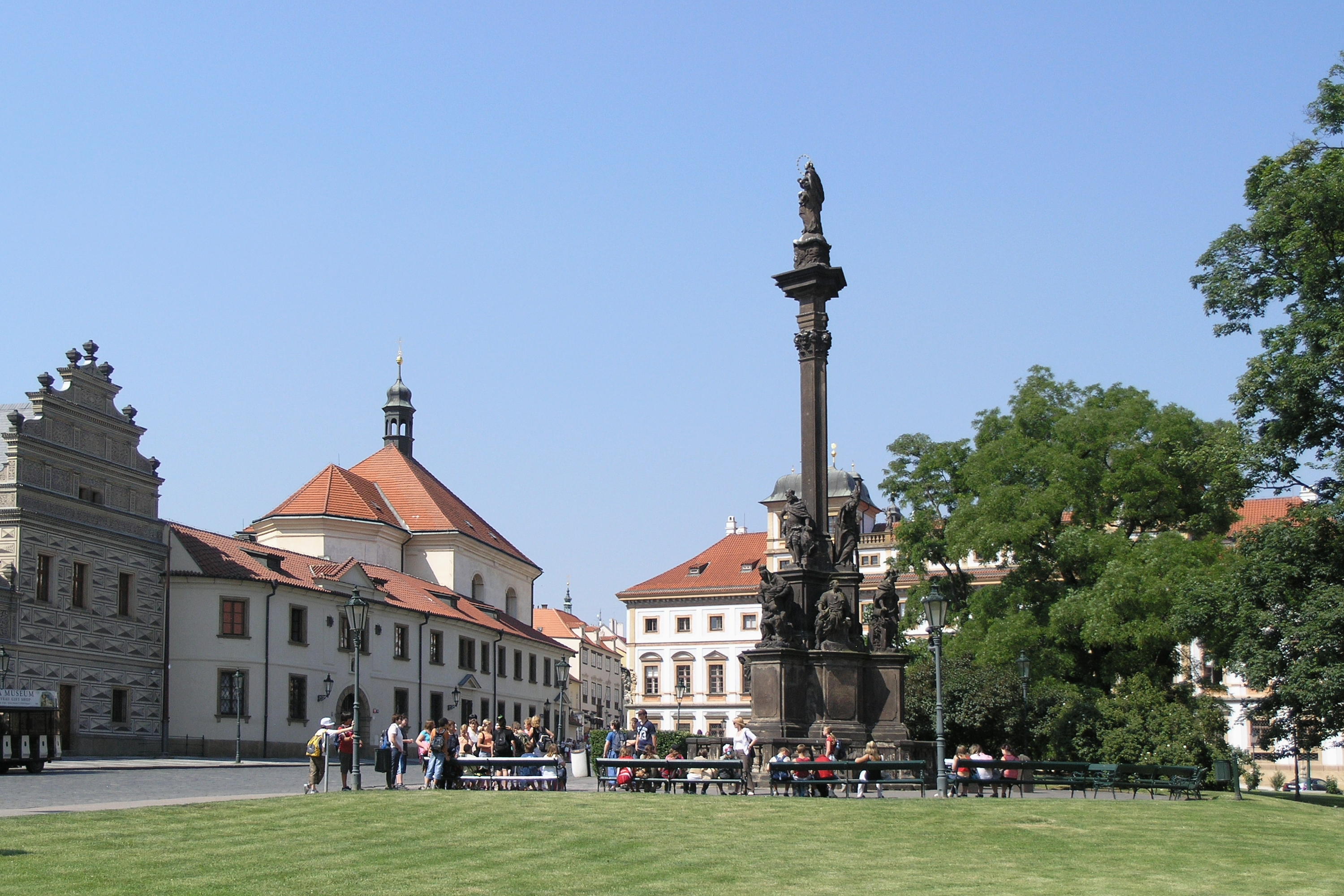
Hradschiner Platz mit der Mariensäule, links Karmelitinnen-Kloster, im Hintergrund Toskana-Palais

- Im Zentrum des Hradschiner Platzes, inmitten eines kleinen Parks, erhebt sich die Mariensäule oder Pestsäule (Mariánský morový sloup), für deren Errichtung sich der Prager Domherr Johann Wenzel Martini eingesetzt hatte.[8] Sie ist eine von zwei erhaltenen Pestsäulen in Prag (die zweite steht auf dem Kleinseitner Ring). Sie wurde errichtet an der Stelle, an der während der großen Pestepidemie der Jahre 1713–1714 Bittgottesdienste unter freiem Himmel stattgefunden haben. Die Pestsäule wurde im Jahr 1736 nach einem Entwurf von Ferdinand Maximilian Brokoff fertiggestellt. Oben trägt sie die Figur der Maria Immaculata (Unbefleckte Empfängnis), auf dem Sockel stehen Statuen der böhmischen Landesheiligen. Die Säule wurde im Jahr 2003 restauriert.

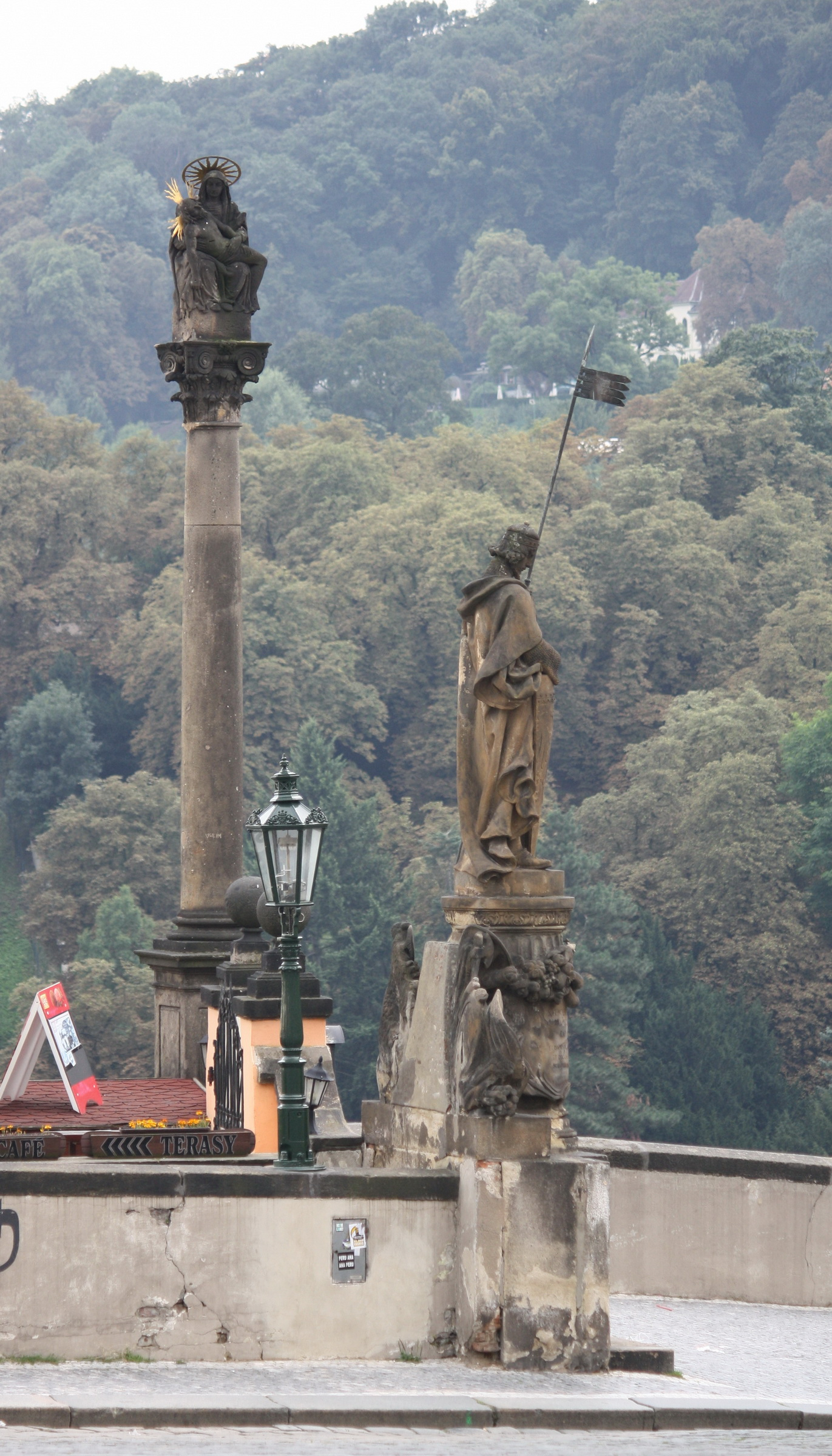
Vorne St.-Wenzel-Statue, hinten Säule der Maria Einsiedeln

- An der Einmündung der Straße Ke Hradu, am Rand einer kleinen Aussichtsplattform, befindet sich eine Statue des hl. Wenzel (Socha svatého Václava). Das Werk des Bildhauers Čeněk Vosmík aus dem Jahr 1906 steht auf einem barocken Sockel, der ursprünglich von einer Statue der Karlsbrücke stammt. Rechts daneben sehen wir die Säule der Maria Einsiedeln (Sloup Panny Marie Einsiedelnské). Es ist der Überbleibsel vom Portal einer gleichnamigen frühbarocken Klosterkapelle aus dem 17. Jahrhundert, die an dieser Stelle stand. Die Säule auf einem rechteckigen Sockel trägt die Pietà, eine Darstellung der Maria mit dem vom Kreuz abgenommenen Leichnam Jesu. Die Kapelle wurde im Jahr 1783 abgebrochen.

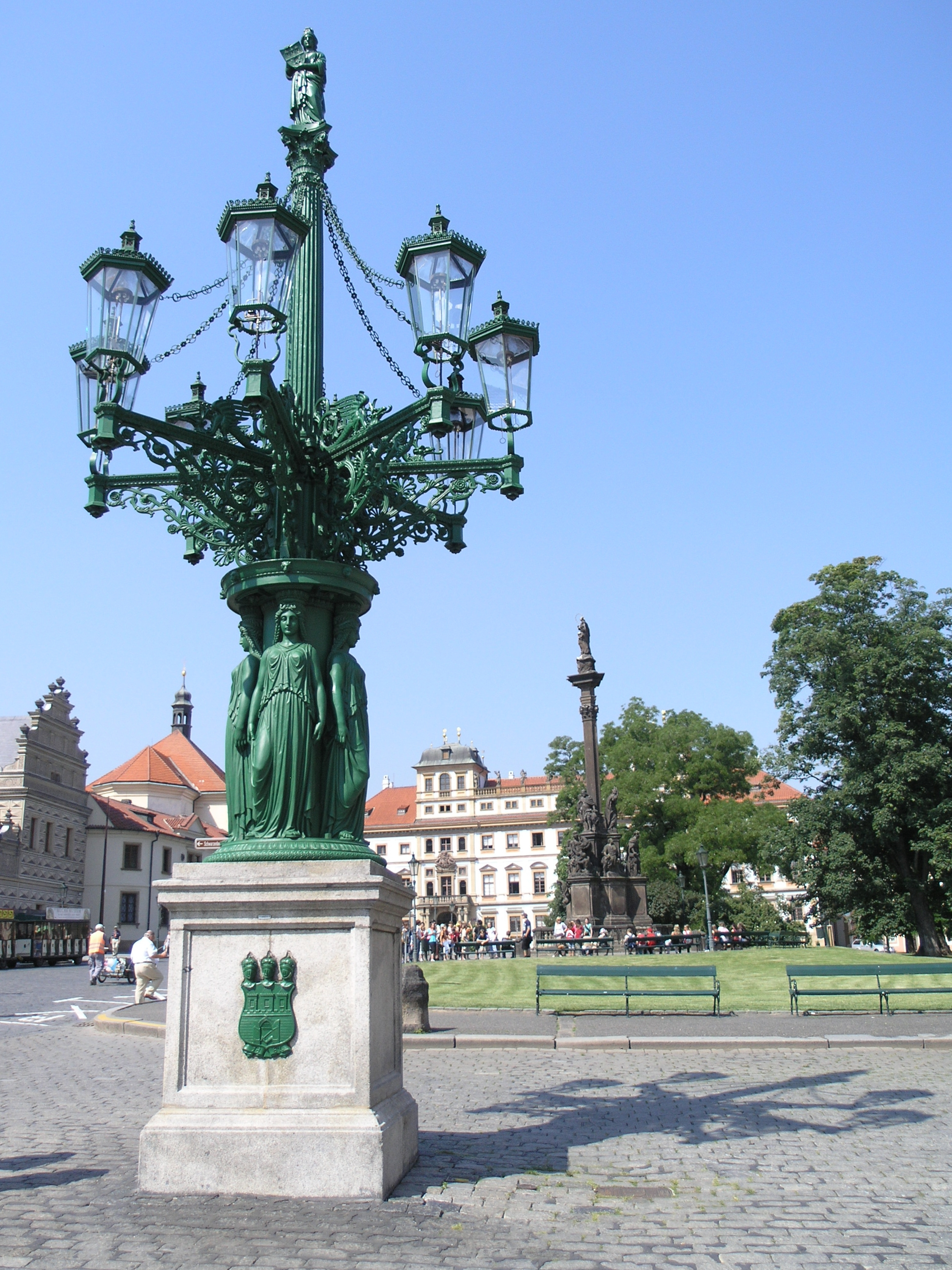
Achtarmiger Kandelaber der Straßenbeleuchtung

- Vor dem Palais Salm, gegenüber dem Hauptportal der Burg befindet sich die Statue von Tomáš Garrigue Masaryk (Socha Tomáše Garrigue Masaryka), dem ersten Präsidenten der Tschechoslowakei. Die bronzene Statue wurde im Jahr 2000 zum 150. Geburtstag des Staatsmannes aufgestellt.[9]
- Auf der Burgrampe nahe der Schlossstiege steht die Statue von Philipp Neri (Socha svatého Filipa Neri), ein Werk von Ferdinand Maximilian und Michael Brokoff aus dem Jahr 1715. Sie wurde ursprünglich in Auftrag vom Fürst Woracziczky als Statue von Johannes Sarkander in der Nähe des Erzbischöflichen Palastes aufgestellt. Im Jahr 1764 wurde sie dann als eine Statue von Philipp Neri auf den heutigen Platz umgesetzt.
- Mitten auf dem Platz steht ein achtarmiger gusseiserner Kandelaber (Kandelábr pouličního osvětlení) aus der zweiten Hälfte des 19. Jahrhunderts. Eine Vielzahl solcher gasbetriebenen Kandelaber (vierarmige, dreiarmige und einfache) diente im Prag des 19. Jahrhunderts zu Straßenbeleuchtung. Von den künstlerisch wertvollsten achtarmigen Kandelabern haben sich zwei erhalten. Auf einem Granitsockel stehen vier Frauenfiguren, über ihnen hängen die acht Laternenarme und an der Spitze steht auf einer Säule eine allegorische Statue von Prag. Der Kandelaber auf dem Hradschiner Platz war bis zum Jahr 1985 im Betrieb. Im Jahr 2005 wurde er restauriert, mit einer modernen Gasbeleuchtungstechnik ausgestattet und wieder in Betrieb gesetzt.

## Zugangswege
- Vom Süden gelangt man auf den Hradschiner Platz über die „Neue“ Schlossstiege, (Zámecké schody), oder über die Straße Ke Hradu. Die Straße Ke Hradu wurde im 17. Jahrhundert durch den Felsen gehauen, um einen direkten Aufstieg von der Nerudagasse zur Burg zu ermöglichen. Sie mündet auf der Burgrampe, die dem Besucher einen herrlichen Blick über die ganze Stadt bietet.

- Vom Westen her führen die Straßen Loretánská und Kanovnická. An der südwestlichen Ecke mündet die steile Treppe Radnické schody (Rathaustreppe), benannt nach dem ehemaligen Hradschiner Rathaus, der sich hier befindet.

- Vom Osten, von der Burg her, kommt man zum Hradschiner Platz durch das Matthiastor (Matyášova brána) und den ersten Burghof.